# راتشینیوس
راتشینیوس (به لاتین: Račiněves) یک منطقهٔ مسکونی در جمهوری چک است که در ناحیه لیتومیریتسه واقع شده‌است. راتشینیوس ۱۱٫۱۴ کیلومتر مربع مساحت و ۴۸۵ نفر جمعیت دارد و ۲۲۷ متر بالاتر از سطح دریا واقع شده‌است.

## نگارخانه

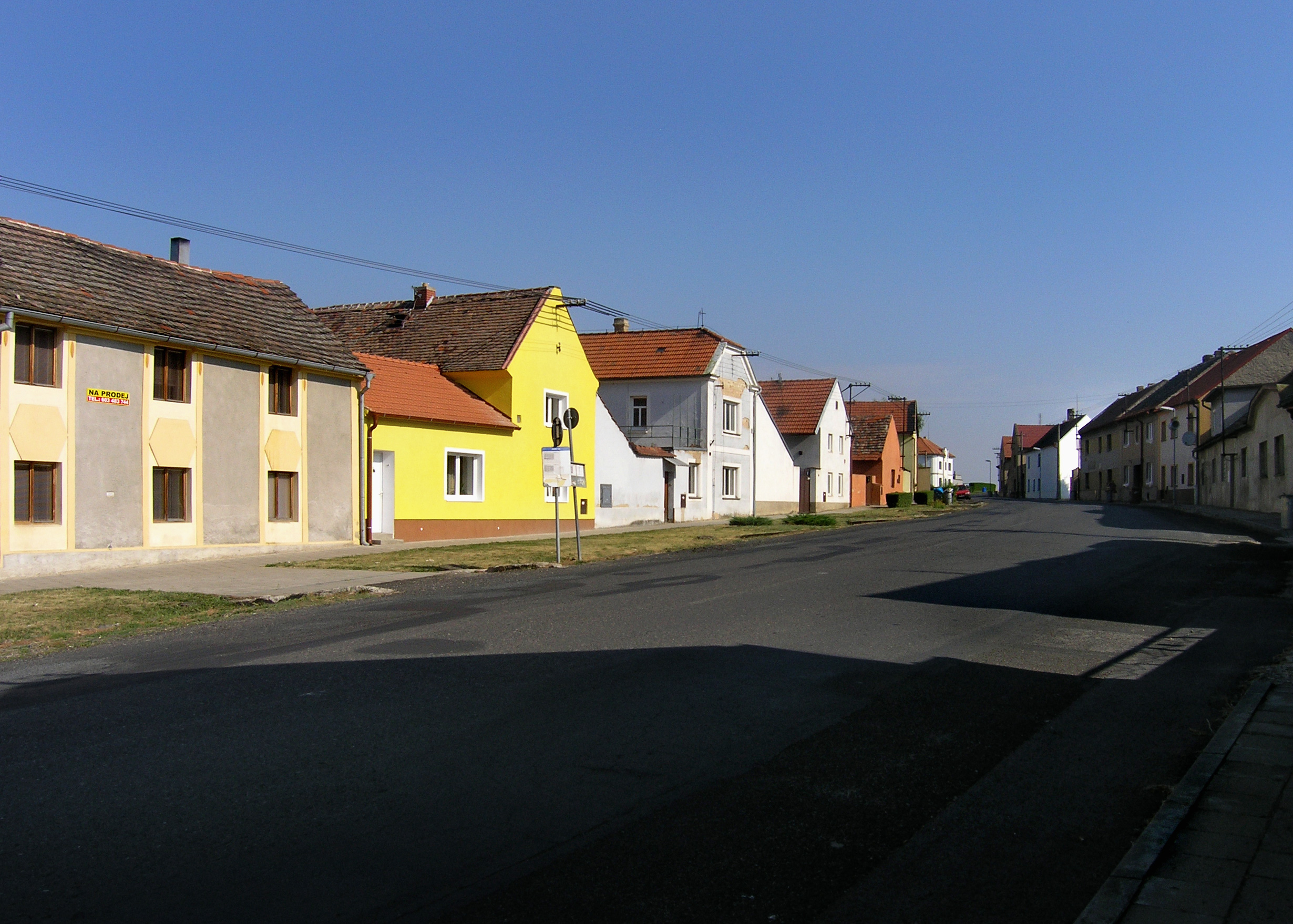
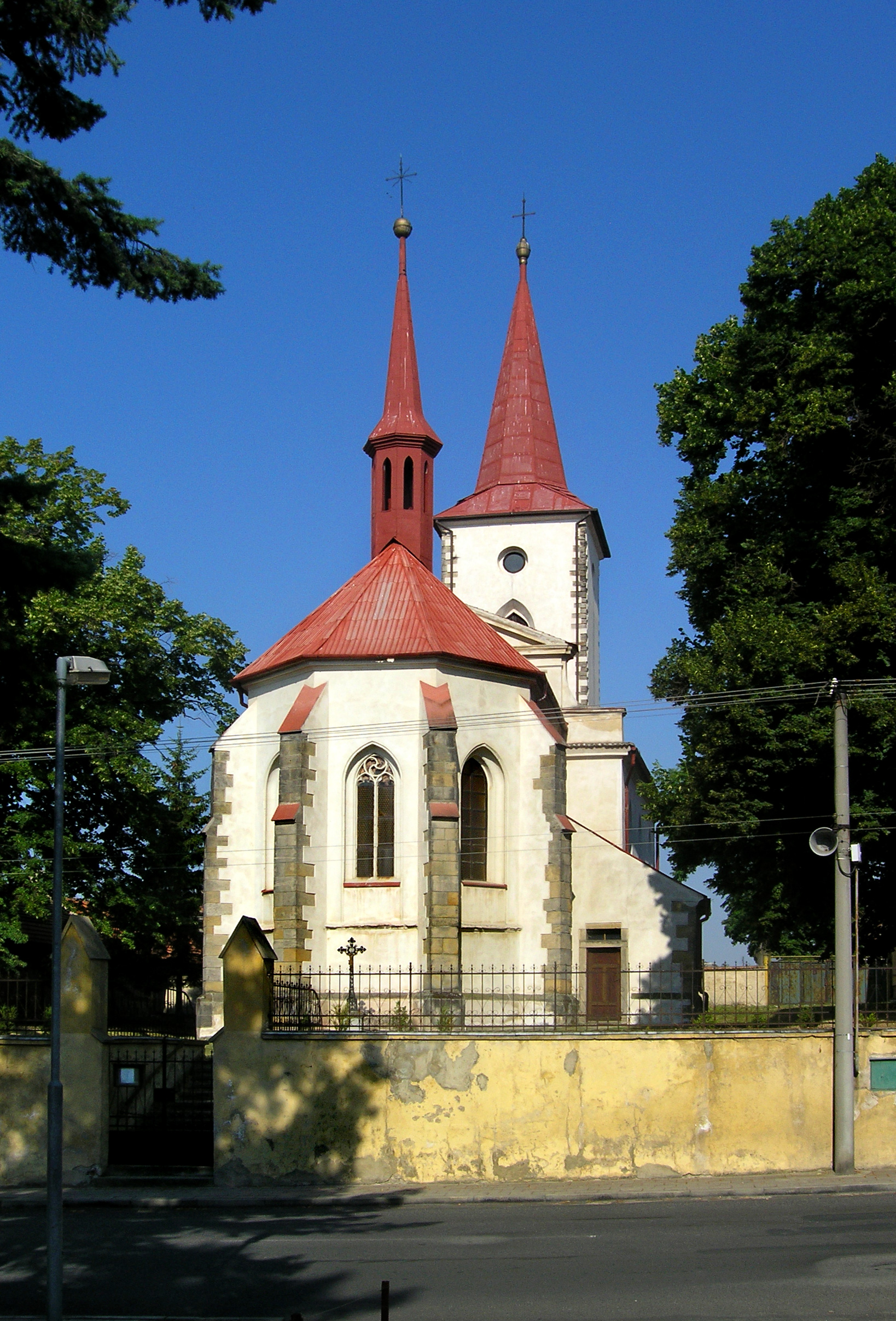
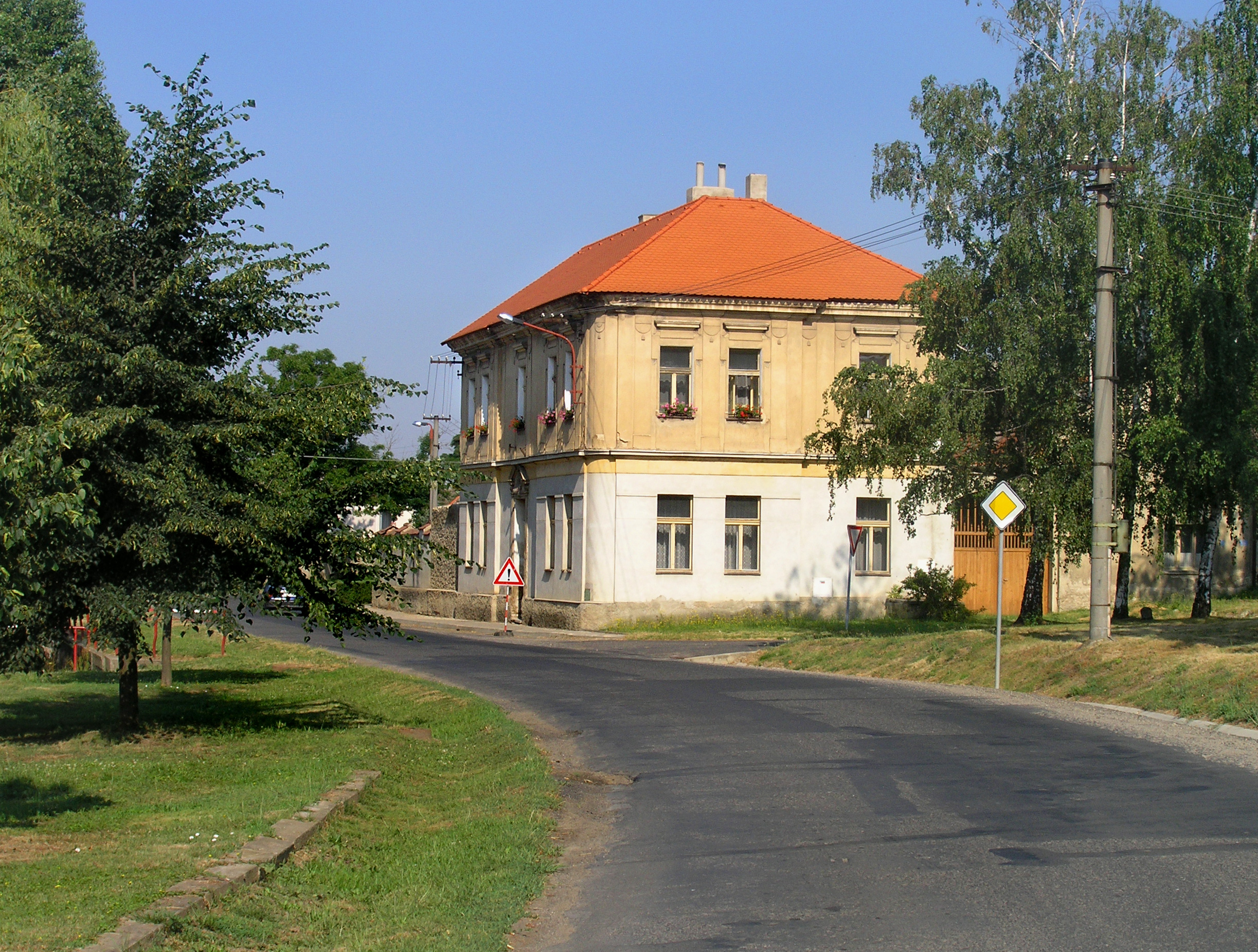